# Sharon Springs (Nova York)
Sharon Springs és una població dels Estats Units a l'estat de Nova York. Segons el cens del 2000 tenia 547 habitants.

## Demografia
Segons el cens del 2000, Sharon Springs tenia 547 habitants, 204 habitatges, i 130 famílies. La densitat de població era de 115,4 habitants per km².
Dels 204 habitatges en un 30,9% hi vivien nens de menys de 18 anys, en un 52,9% hi vivien parelles casades, en un 6,9% dones solteres, i en un 35,8% no eren unitats familiars. En el 29,9% dels habitatges hi vivien persones soles el 12,7% de les quals corresponia a persones de 65 anys o més que vivien soles. El nombre mitjà de persones vivint en cada habitatge era de 2,42 i el nombre mitjà de persones que vivien en cada família era de 3,03.
Per edats la població es repartia de la següent manera: un 23,4% tenia menys de 18 anys, un 5,7% entre 18 i 24, un 27,1% entre 25 i 44, un 20,5% de 45 a 60 i un 23,4% 65 anys o més.
L'edat mediana era de 40 anys. Per cada 100 dones de 18 o més anys hi havia 83 homes.
La renda mediana per habitatge era de 37.969 $ i la renda mediana per família de 45.000 $. Els homes tenien una renda mediana de 36.563 $ mentre que les dones 28.125 $. La renda per capita de la població era de 24.664 $. Entorn del 8,5% de les famílies i el 12,1% de la població estaven per davall del llindar de pobresa.